# Вајесито (Калифорнија)
Вајесито (енгл. Vallecito) насељено је место без административног статуса у америчкој савезној држави Калифорнија.

## Демографија
По попису из 2010. године број становника је 442, што је 15 (3,5%) становника више него 2000. године.
| Група             | 2000.       | 2010.       |
| Белци             | 402 (94,1%) | 375 (84,8%) |
| Афроамериканци    | 1 (0,2%)    | 0 (0,0%)    |
| Азијати           | 2 (0,5%)    | 11 (2,5%)   |
| Хиспаноамериканци | 8 (1,9%)    | 33 (7,5%)   |
| Укупно            | 427         | 442         |